# Amyema bifurcata
Amyema bifurcata är en tvåhjärtbladig växtart som först beskrevs av George Bentham, och fick sitt nu gällande namn av Tieghem. Amyema bifurcata ingår i släktet Amyema och familjen Loranthaceae. Inga underarter finns listade i Catalogue of Life.